# 씽씽씽! 동요나라
"씽씽씽 동요나라" 또는 "하보리온 이야기"는 SBS에서 어린이들이 동요에 친숙하게 하기 위해 만든 애니메이션이다.

## 개요
일본의 so-net이 2008년까지 유통했던 게임 "하봇"의 애니메이션판이다. 게임 내 등장하는 가공의 행성 하보리온에 사는 캐릭터들, 특히 '하봇'이라는 기본적인 외형의 캐릭터가 중심이 되고 있으며 인간 캐릭터의 디자인은 에피소드마다 다르다.
1편의 "강아지"편에서 나오는 하얀 강아지가 세이하이키즈의 말티즈로 동일한 강아지가 등장한다.
주제가 영상에서는 따로 제작진의 공개를 하지 않으며, 본 애니메이션과 동일한 제목의 오프닝 주제가는 방영 종료 후에도 여러 플랫폼으로 유통되었다.

## 배경

### 공원
하봇의 종족 아이들이 주로 모이는 곳이다. 야구장이 설치되어 있으며, 타이온은 그 곳에서 수비수나 공격수를 담당하는 등 야구에 적극적인 모습을 보인다.

### 집
주로 등장하는 집은 하봇의 집으로, 비밀 아지트로도 활용된다. 그 외에도 다른 캐릭터의 집이 묘사된 에피소드도 있으나 적다.

## 에피소드 목록
| 시즌 | 시즌 | 회수 | 방송 날짜      | 방송 날짜       |
| 시즌 | 시즌 | 회수 | 시즌 시작      | 시즌 종료       |
| ---- | ---- | ---- | -------------- | --------------- |
|      | 1    | 50   | 2006년 2월 8일 | 2006년 8월 24일 |

총 50화가 방송되었으며, 일부 에피소드는 연작으로 구성된다. 보통 삽입되는 음악을 포함하여 한 화당 2~3분, 연작의 경우 5분 분량의 초단편 애니메이션이며 과학적 원리와 예절에 관한 에피소드는 작품 중간에 데리온이 해설해주는 경우가 많다.

### 목록
| 번호 | 제목                   | 감독 | 작가 | 본 방송 날짜    |
| --- | ---------------------- | ---- | ---- | --------------- |
| 01 | "강아지"               | 미상 | 미상 | 2006년 2월 8일  |
| 하봇의 종족 아이들은 우연히 공원에서 놀다가 하얀 털의 강아지와 마주친다. |                        |      |      |                 |
| 02 | "바깥놀이 끝나면"      | 미상 | 미상 | 2006년 2월 9일  |
| 하봇의 종족 아이들이 논 뒤 하봇이 집에서 더러워진 상태로 빵을 먹으려다가 카이온이 말린다. |                        |      |      |                 |
| 03 | "내가 도와줄게"        | 미상 | 미상 | 2006년 2월 15일 |
| 물건이 어질러진 집에서 하봇을 찾는 카이온은 빵을 만드는 하봇을 발견한다. |                        |      |      |                 |
| 04 | "우리들을 소개할게"    | 미상 | 미상 | 2006년 2월 16일 |
| 하봇이 하보리온들을 소개한다. |                        |      |      |                 |
| 05 | "교통신호등"           | 미상 | 미상 | 2006년 2월 22일 |
| 데리온과 카이온은 스쿨버스에서 교통법규를 이야기한다. |                        |      |      |                 |
| 06 | "김치깍두기"           | 미상 | 미상 | 2006년 2월 23일 |
| 타이온과 놀던 하봇은 배가 고파 집으로 갔다. 그 후 카이온이 다이어트를 한다고 말했지만 하봇의 집에서 같이 밥을 먹는다. |                        |      |      |                 |
| 0708 | "방송국은 멋쟁이"      | 미상 | 미상 | 2006년 3월      |
| 하봇, 카이온, 타이온, 데리온이 방송국 견학을 한다. |                        |      |      |                 |
| 0910 | "시장놀이"             | 미상 | 미상 | 2006년 3월      |
| 하보리온들이 마을에 벼룩시장을 만든다. |                        |      |      |                 |
| 1112 | "생일 축하합니다."     | 미상 | 미상 | 2006년 3월      |
| 다른 하보리온들은 블록으로 로봇을 만들고 있는데 쿠리온만 블록으로 케이크를 만든다. 하보리온들은 쿠리온의 생일을 위해 여러 가지 준비를 하기 시작한다. |                        |      |      |                 |
| 13 | "타고 다녀요"          | 미상 | 미상 | 2006년          |
| 하봇이 꿈에서 즐겁게 빵을 먹다가 늦게 일어나 마법으로 열기구를 만들어 등교한다. |                        |      |      |                 |
| 14 | "가마솥에 누룽지"      | 미상 | 미상 | 2006년          |
| 하봇은 밥을 전자레인지에 데워 먹으려고 하는데 옛날에 밥을 어떻게 먹었는지 궁금해 한다. |                        |      |      |                 |
| 1516 | "비"                   | 미상 | 미상 | 2006년          |
| 바깥에 비가 오는 것을 보고 하봇이 비가 내리는 원리를 궁금해 한다. |                        |      |      |                 |
| 17 | "아름다운 산길"        | 미상 | 미상 | 2006년          |
| 하봇과 카이온, 타이온, 쿠리온이 등산을 한다. |                        |      |      |                 |
| 18 | "아이 아이 아이스크림" | 미상 | 미상 | 2006년          |
| 19 | "김치는 반찬의 왕"     | 미상 | 미상 | 2006년          |
| 2021 | "우리는 명탐정"        | 미상 | 미상 | 2006년          |
| 하봇, 타이온, 카이온은 하보리온 탐정 수사대를 결성한다. 그 후 선글라스를 쓴 한 제빵사가 자신이 운영하는 제과점에서 빵을 도둑맞았다고 말하면서 암호화된 문장이 써진 셀로판지를 준다. |                        |      |      |                 |
| 2223 | "아자! 대한민국"       | 미상 | 미상 | 2006년          |
| 2425 | "자동차"               | 미상 | 미상 | 2006년          |
| 26 | "공휴일과 국경일"      | 미상 | 미상 | 2006년          |
| 27 | "즐거운 놀이동산"      | 미상 | 미상 | 2006년          |
| 28 | "세계의 여러 가지 집"  | 미상 | 미상 | 2006년          |
| 29 | "지구마을 친구들"      | 미상 | 미상 | 2006년          |
| 3031 | "물고기"               | 미상 | 미상 | 2006년          |
| 3233 | "남극과 북극"          | 미상 | 미상 | 2006년          |
| 3435 | "색깔"                 | 미상 | 미상 | 2006년          |
| 36 | "장영실"               | 미상 | 미상 | 2006년          |
| 37 | "레오나르도 다빈치"    | 미상 | 미상 | 2006년          |
| 38 | "무지개"               | 미상 | 미상 | 2006년          |
| 39 | "하늘이 파란 이유"     | 미상 | 미상 | 2006년          |
| 40 | "도서관"               | 미상 | 미상 | 2006년          |
| 41 | "철인 3종 경기"        | 미상 | 미상 | 2006년          |
| 42 | "바다로 가자"          | 미상 | 미상 | 2006년          |
| 43 | "바닷속 모험"          | 미상 | 미상 | 2006년          |
| 44 | "전등이 달린 물고기"   | 미상 | 미상 | 2006년          |
| 45 | "생명의 보호색"        | 미상 | 미상 | 2006년          |
| 46 | "계절"                 | 미상 | 미상 | 2006년          |
| 47 | "하보리온의 위기"      | 미상 | 미상 | 2006년          |
| 데리온이 누군가에게 납치되고 돌이 된다. 삽입곡 "친구야 사랑해"는 해당 에피소드에서 납치된 데리온을 짝사랑하는 카이온을 다루고 있다. |                        |      |      |                 |
| 48 | "하보리온의 위기 2"    | 미상 | 미상 | 2006년          |
| 아이들은 데리온을 구하기 위해 적의 동굴로 들어가려고 한다. 적은 아이들에게 영어로 이름이 무엇이냐고 물었는데 순간 아이들은 당황하고 말았지만 카이온이 자신의 이름을 영어로 대답한다. 그 후 하봇이 적에게 달걀 같다고 놀리면서 적은 사라지고 동굴에서 돌이 된 데리온을 찾아 다시 원래 모습으로 만든 뒤 놀이터로 보내준다. |                        |      |      |                 |
| 49 | "오! 멋진 음악"        | 미상 | 미상 | 2006년          |
| 하봇이 어느 날 노래가 들리는 웅덩이를 밟고 논다. |                        |      |      |                 |
| 50 | "사랑의 마음"          | 미상 | 미상 | 2006년 8월 24일 |

## 같이 보기
- 하봇